# Delphine Guehl
Delphine Guehl, née le 30 juillet 1978 à Metz, est une ancienne joueuse internationale française de handball, qui évoluait au poste d'ailière gauche. 

## Biographie
Elle a arrêté sa carrière en juillet 2010 après avoir fait l'essentiel de sa carrière au Metz Handball. Aujourd'hui, elle est professeur d'éducation physique et sportive au collège de Jules-Ferry à Woippy. Elle a cinq enfants, nés entre 2010 et 2016.
Elle est également la nièce des anciens footballeurs Georges Zvunka, Victor Zvunka et Jules Zvunka et la cousine de Corinne Zvunka-Krumbholz, la femme d'Olivier Krumbholz, l'actuel sélectionneur de l'équipe de France féminine de handball. Elle est maintenant professeur de sport.

## Palmarès

### Club
compétitions nationales
- championne de France (9) : 1997, 1999, 2000, 2002, 2005, 2006, 2007, 2008 et 2009 (avec Metz Handball)
- vainqueur de la coupe de France (3) : 1998, 1999 et 2010 (avec Metz Handball)
- vainqueur de la coupe de la Ligue (6) : 2005, 2006, 2007, 2008, 2009 et 2010 (avec Metz Handball)

### Sélection nationale
Jeux olympiques
- 4e aux Jeux olympiques de 2004 d'Athènes

championnat du monde
- 5e place au championnat du monde en 2007

autres
- 8e place du championnat du monde junior[réf. nécessaire]
- 4e place aux Jeux méditerranéens de 2005